# Шингаров, Георгий Христович
Гео́ргий Христович Шингаров (7 сентября 1934, Ладарево, Благоевский округ Болгария) — болгарский и советский врач-психиатр и философ.

## Биография
Родился Георгий Шингаров 7 сентября 1934 года в Ладарево. В 1952 году поступил на медицинский факультет Софийского медицинского института, который окончил его в 1958 году. Свою трудовую деятельность начал с врачебной работы — с 1958 по 1961 год работал врачом и впоследствии главным врачом городской больницы в городе Ардино, с 1961 по 1962 год учился в аспирантуре на кафедре марксизма-ленинизма Софийского медицинского института. В 1962 году переехал в Москву, и в ноябре того же года устроился на работу в МГПБ № 3 имени В. А. Гиляровского, где он работал врачом-психиатром.

## Личная жизнь
Георгий Шингаров женат и имеет сына.

## Научная деятельность
Георгий Шингаров — автор свыше 100 научных работ.
- Разрабатывал проблему реакции ЦНС на внешние раздражители.

### Избранные сочинения
- Шингаров Г. Х. Эмоции и чувства как формы отражения действительности. М., 1971.
- Шингаров Г. Х Теория отражения и условный рефлекс. М., 1974.
- Шингаров Г. Х. Условный рефлекс и проблема знака и значения. Москва: Наука, 1978.
- Шингаров Г. Х. Социальная природа эстетических чувств. М., 1978.
- Шингаров Г. Х. «Научное творчество И. П. Павлова. Проблемы теории и метода познания», 1985.
- Шингаров Г. Х. Катарсис и его психофизиологические механизмы // Философские проблемы культуры и искусства. М., 1988.
- Шингаров Г. Х. Великая французская революция и медицина // Вестн. АМН СССР, 1990, № 4.
- Шингаров Г. Х. О В. М. Бехтереве — ученом и враче-гипнологе // Бехтерев. Гипноз. Внушение. Телепатия. М., 1994.
- Шингаров Г. Х. И. П. Павлов как ученый-мыслитель // Росс. мед.-биол. вестник, 2001, № 1-2.
- Шингаров Г. Х. Доктор В. И. Даль и его «Толковый словарь живого великорусского языка» (к 200-летию со дня рождения) // Труды СГИ, 2001, № 30.
- Шингаров Г. Х. Условный рефлекс: теоретико-познавательный анализ феномена // Вестник РАМН, 2004, № 1[1].